# Kettenschifffahrt auf dem Main
Die Kettenschifffahrt auf dem Main war eine spezielle Art des Schiffstransports von 1886 bis 1936 auf dem Main. Entlang einer im Fluss verlegten Kette zogen sich Kettenschleppschiffe mit mehreren angehängten Schleppkähnen stromaufwärts. Die Technik der Kettenschifffahrt löste die bis dahin übliche Treidelschifffahrt ab, bei der die Schiffe von Pferden gezogen wurden.
Durch die stromaufwärts fortschreitende Kanalisierung und die dafür erforderlichen Staustufen wurde der Kettenschleppbetrieb besonders durch die Wartezeiten an den Schleusen erschwert und die Kette bekam Konkurrenz von der Schiffsschraube, deren Einsatz durch die größere Fahrrinnentiefe möglich und durch die Verwendung von Dieselmotoren wirtschaftlich wurde. Die personalintensive Kettenschifffahrt mit Dampfmaschinen wurde unwirtschaftlich und 1936 ganz eingestellt.

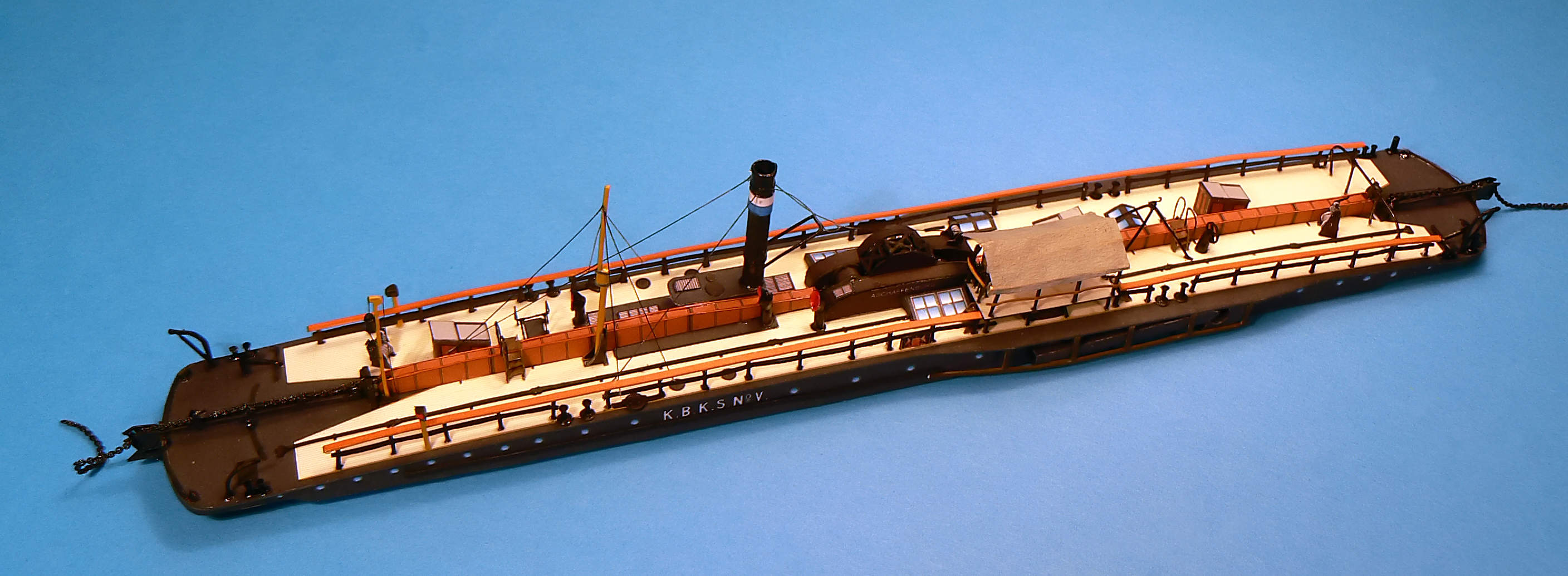
Modell des bayerischen Kettenschleppschiffs K.B.K.S. No. V

## Geschichte

### Die Situation vor der Kettenschifffahrt
Der Main hat nur geringes Gefälle. Bis zur Mittelwasserkorrektion Mitte des 19. Jahrhunderts war er ein träge fließendes seichtes Gewässer mit vielen Schleifen, Biegungen, Inseln und oft mehreren flachen Flussarmen nebeneinander. Demgegenüber führten starke Hochwasser vor allem im Herbst und im Frühjahr zu Überschwemmungen, zu Uferabbrüchen und Verlandungen. Im Sommer hingegen fiel der Wasserstand in den meist nur einen halben Meter tiefen Fahrrinnen auf wenige Dezimeter und es entstanden Untiefen und Sandbänke.
Flussaufwärts wurden die Schiffzüge von Leinreitern getreidelt. Ein Zug bestand aus einer Kette von hölzernen Fahrzeugen von je 15 bis 30 t Tragkraft. Sie begannen meist mit einer Frankensau oder einem Marktschiff und setzten sich über Schelche, Schlumper und Nachen fort bis zum kleinsten Fahrzeug, dem Ankernachen. Der Leinpfad wechselte oft vor den Mündungen der Nebenflüsse oder vor Steilhängen die Uferseite. An solchen Stellen mussten Pferde und Reiter die Fahrrinne durchqueren oder übergesetzt werden. Flussabwärts trieben die Schiffe im Wasserstrom. Bei günstigem Wind wurden Segel gesetzt. Die Kosten für das Treideln der meist leeren oder gering beladenen Schiffe waren hoch. Daher konnte Gewinn meist nur bei ausreichend tiefem Fahrwasser und mit voll beladenen Schiffen auf Talfahrten erzielt werden.
1828 verkehrte die Stadt Frankfurt als erster Raddampfer auf dem Main zwischen Mainz und Frankfurt. Sie blieb jedoch wegen konstruktiver Mängel ihrer Dampfmaschine und der schwierigen Fahrwasserverhältnisse in der stark versandeten Mainmündung erfolglos. Bereits 1832 wurden die Versuche wieder eingestellt. Erst ab 1841, nach dem Beitritt der Freien Stadt Frankfurt zum Deutschen Zollverein und dem Bau der Taunus-Eisenbahn von Frankfurt nach Wiesbaden, wurde die Dampfschifffahrt auf dem Main wieder aufgenommen. Sie konnte sich jedoch auch diesmal aus mehreren Gründen nicht durchsetzen: Erstens behinderten die ungünstigen Fahrwasser des Mains bei niedrigen Wasserständen der Sommermonate die Dampfschiffe mit ihrem relativ großen Tiefgang, zumal die vom bayerischen Staat zugesagten Fahrwasserverbesserungen nicht in ausreichendem Maße vorgenommen wurden. Zweitens war die etwa zeitgleich aufgebaute Eisenbahn den Dampfschiffen überlegen; sie fuhr schneller und hatte kürzere Wege. Der Wasserweg von Mainz nach Schweinfurt war um 88 Prozent länger. Außerdem konnte die Bahn Zollstellen ohne Wartezeiten passieren und wurde finanziell nicht durch Zölle und Abgaben belastet. Schon 1858 wurde deshalb die Dampfschifffahrt mit Raddampfern wegen ihrer dauerhaften Unrentabilität wieder eingestellt.

### Die Zeit der Kettenschleppschifffahrt auf dem Main

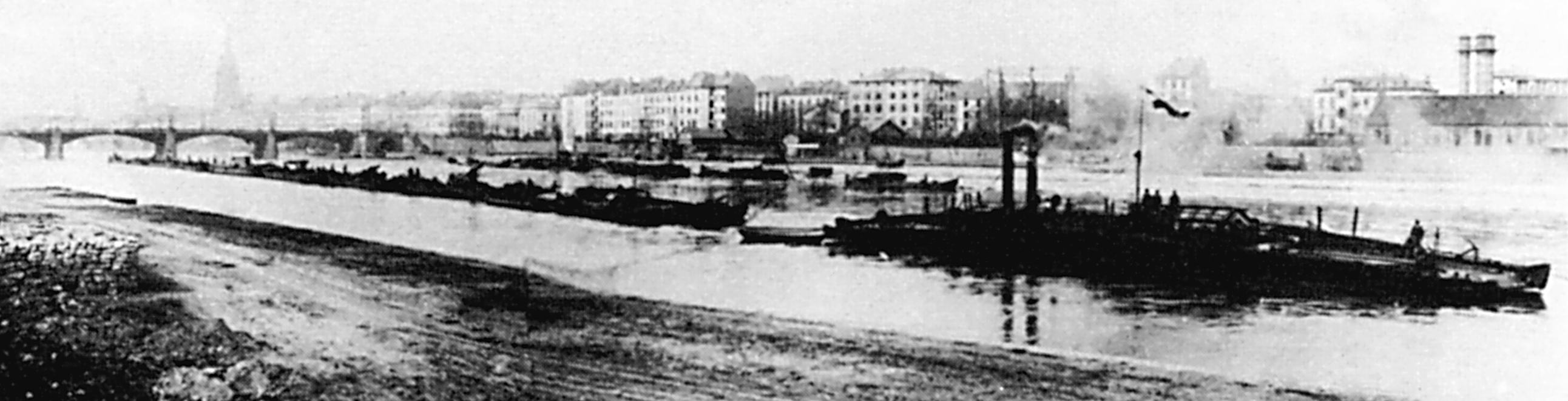
Kettenschiffschleppverbund auf dem Main (ca. 1896)

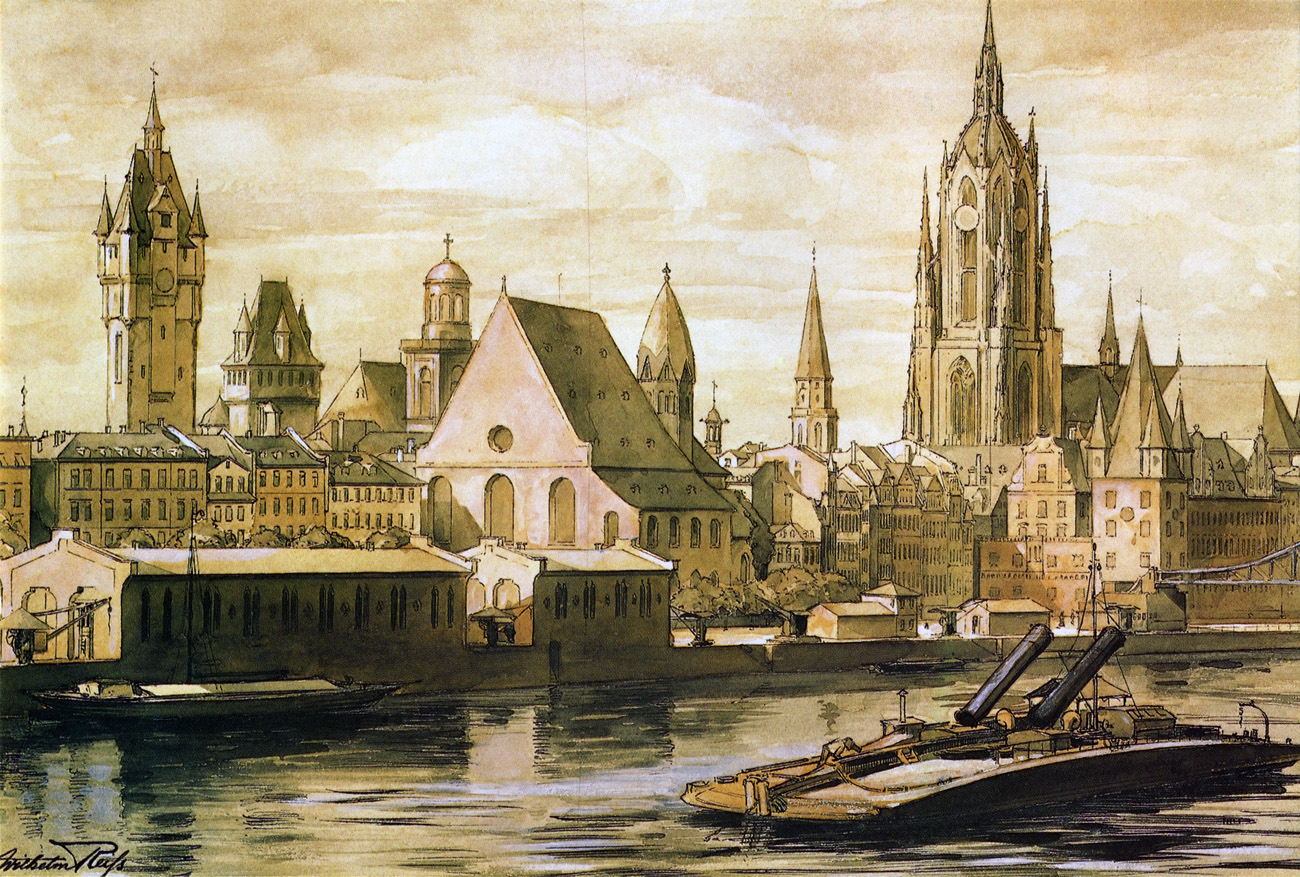
Kettenschleppschiff der Mainkette-AG vor dem „Mainkai“ in Frankfurt

Nachdem die Mainschifffahrt immer mehr ihrer Transportkapazität an die Eisenbahn verloren hatte und der Einsatz von Raddampfschleppern aufgrund des flachen Fahrwassers des Mains gescheitert war, war die Idee von Heino Held, Inhaber der Mainzer Speditions- und Kohlenhandlung mit dem Namen C.J.H. Held & Cie., die Schifffahrt durch Einführung der Kettenschlepp-Schifffahrt zu retten. Ermuntert von den gerade auf der Elbe in Gang gekommenen Unternehmen beantragte dieser bei den Behörden von Preußen, Bayern und Hessen am 15. Februar 1871 eine entsprechende Konzession. 1872 gründeten daraufhin die verschiedenen Länder und Städte entlang des Mains ein Komitee in Aschaffenburg. Unterstützt wurde das Komitee durch Ewald Bellingrath, der schon bei der Einführung der Kettenschifffahrt auf der Elbe und dem Neckar federführend war. Zur Debatte standen die Kettenschiffahrt und die Kanalisierung des Mains. Das zum Großherzogtum Hessen gehörende Mainz trat für die Kettenschifffahrt ein, da es befürchtete, dass nach einer Kanalisierung des Mains die Rheinschiffe ihre Güter direkt bis nach Frankfurt bringen könnten und Mainz so seine Stellung als Umschlagplatz verlöre. Das damals zu Preußen gehörende Frankfurt wollte Rheinhafen werden und stimmte der Kette erst zu, nachdem die Kanalisierung bis Frankfurt vollendet war. Der bayerische Landtag war ebenfalls Gegner der Kette; er fürchtete eine Konkurrenz für die staatliche bayerische Eisenbahn und genehmigte die Kette vorerst nur bis Aschaffenburg.
Die hessische Konzession zum Betrieb der Kettenschifffahrt auf dem Main und durch den Rhein bis zum Hafen von Mainz wurde der hessischen Aktiengesellschaft Mainkette-AG 1885 erteilt. Die Mainkette-AG verlegte die Kette und die Kettenboote wurden 1886 auf der Neckarwerft in Neckarsulm gebaut. Die Pläne zum Bau stammten von der Firma Gebr. Sachsenberg aus Roßlau (Elbe), die bereits viele Jahre Erfahrungen mit dem Bau von Kettenschiffen gesammelt hatte und auch die gesamten Maschinenanlagen zur Fortbewegung mit der Kette an den Neckar lieferte. Vom Neckar zum Main konnten die Kettenschiffe direkt auf dem Wasserwege transportiert werden, was von der Elbe aus nicht möglich gewesen wäre. Die Kettenschiffe zogen sich selbst und bis zu zehn angehängte Kähne und erreichten dabei eine Geschwindigkeit von etwa fünf Kilometern pro Stunde.
Am 7. August 1886 wurde die Strecke zwischen Mainz und Aschaffenburg in Betrieb genommen. Bis Oktober des Jahres waren alle drei Kettenboote (Mainkette I-III) auf dieser Strecke im Einsatz. Der Fränkische Kurier schrieb in einem Rückblick über die Anfänge der Kettenschifffahrt:

„Das war die Zeit, in der eines Tages das ‚Kettenboot‘ die Dörfer und Städte überraschte. Welch ein Jubel damals! Als wäre ein Ueberseedampfer den Rhein und Main heraufgekommen! […] Meter um Meter stieg da triefend wie eine eiserne Schlange die Kette aus der Tiefe, rollte über das Verdeck, verkroch sich, und plötzlich war sie wieder da, um im nassen Element zu verschwinden. Und die Kinder und Alten standen und staunten.“

In den folgenden Jahren vergrößerte die Mainkette-AG ihren Schiffspark um drei Schraubendampfschlepper, die zuerst hauptsächlich als Zubringer in Mainz-Kostheim und Frankfurt eingesetzt wurden, dann aber immer häufiger auch für den Schleppdienst zwischen Mainz und Frankfurt selbst eingesetzt wurden.

Der Main mit den wichtigsten Orten

1892 stimmte die bayerische Regierung zögernd dem mehrfachen Antrag der Mainkette-AG zur Verlängerung ihrer Kette bis Miltenberg zu, jedoch unter dem Vorbehalt des jederzeitigen Widerrufes. Die bayerische Regierung beschloss allerdings schon zwei Jahre später ein Gesetz zur Einrichtung einer eigenen Kettenschifffahrt auf dem Main und ließ im Sommer 1895 ihre Kette bis Lohr verlegen. Der Mainkette-AG wurde in Ermangelung eigener Kettenschlepper der Betrieb auf diesem Flussabschnitt gegen eine Kettenbenutzungsgebühr gestattet. Von 1895 bis 1901 fuhren daher die Kettenboote der hessischen Mainkette-AG noch auf den bayerischen Flussabschnitten bis Miltenberg oder Lohr.
1898 wurde vom bayerischen Königreich die Königlich Bayerische Kettenschleppschiffahrt-Gesellschaft (kurz KBKS) in Würzburg gegründet und von der bayerischen Staatseisenbahn verwaltet. Die neugegründete staatliche Gesellschaft hatte den Auftrag zum Bau von fünf Kettenschleppern K.B.K.S. No. I bis V an die Schiffswerft Übigau bei Dresden vergeben. Die Schlepper wurden in der Schiffswerft vorgefertigt, zerlegt mit der Bahn nach Aschaffenburg transportiert, zusammengenietet und zwischen 1898 und 1900 zu Wasser gelassen.
Zur Instandhaltung seiner Kettenschiffe errichtete der Bayerische Staat bei Schweinheim, unterhalb Fluss-Kilometer 88,8 zwischen dem Mainufer und der damaligen Mainländebahn einen ca. 60 m langen Werftplatz.
Mit dem Einsatz aller neuen bayerischen Kettenschlepper musste sich die hessische Mainkette-AG jedoch aus Bayern zurückziehen. Die Königlich Bayerische Kettenschleppschiffahrt-Gesellschaft kaufte der Mainkette-AG die Kette zwischen Aschaffenburg und Miltenberg ab und verlängerte sie in den Folgejahren: 1900 bis Kitzingen, 1911 bis Schweinfurt und 1912 bis Bamberg. Damit hatte die Kette mit 396 Kilometern ihre größte Länge erreicht. In den Jahren 1910 und 1911 wurden drei weitere Kettenschlepper mit den Bezeichnungen K.B.K.S. No. VI bis VIII in Übigau vorgefertigt und in Aschaffenburg zusammengebaut. Ab 1912 waren somit acht bayerische Kettenschleppschiffe zwischen Aschaffenburg und Bamberg unterwegs.
Die Kettenschiffe wurden meist nur auf der Bergfahrt benutzt. Die Situation der Kettenschifffahrt wird 1900 in der Aschaffenburger Zeitung wie folgt beschrieben:

„Die königlich bayerischen Kettenschiffe beförderten im Monat Juni in 22 Schleppzügen 430 Fahrzeuge mit 24 568 t Tragfähigkeit und 4 706 t Ladung bergwärts. Thalwärts schleppten sie 4 Fahrzeuge mit 467 t Tragfähigkeit und 28 t Ladung. Die Einnahmen hierfür betrugen 8 026 M., 70 Pf.“

Nach dem Sturz des bayerischen Königs Ludwig III. 1918 wurde in der Bezeichnung K.B.K.S. (Königlich Bayerisches Kettenschiff) das erste 'K.' für Königlich gestrichen und etwa das Schiff Nummero acht nicht mehr K.B.K.S.NoVIII., sondern nur noch als B.K.S.NoVIII. (bayerisches Kettenschiff Nummero acht) bezeichnet. 1924 änderte sich die Bezeichnung in DRG. KS NrVIII (Deutsche Reichsbahn-Gesellschaft Kettenschiff Nummer acht). Nach der Übernahme durch die Deutsche Reichsbahn 1937 wurde der Name DR .KS NrVIII. (Deutsche Reichsbahn Kettenschiff Nummer 8) benutzt.

### Das Ende der Kettenschifffahrt

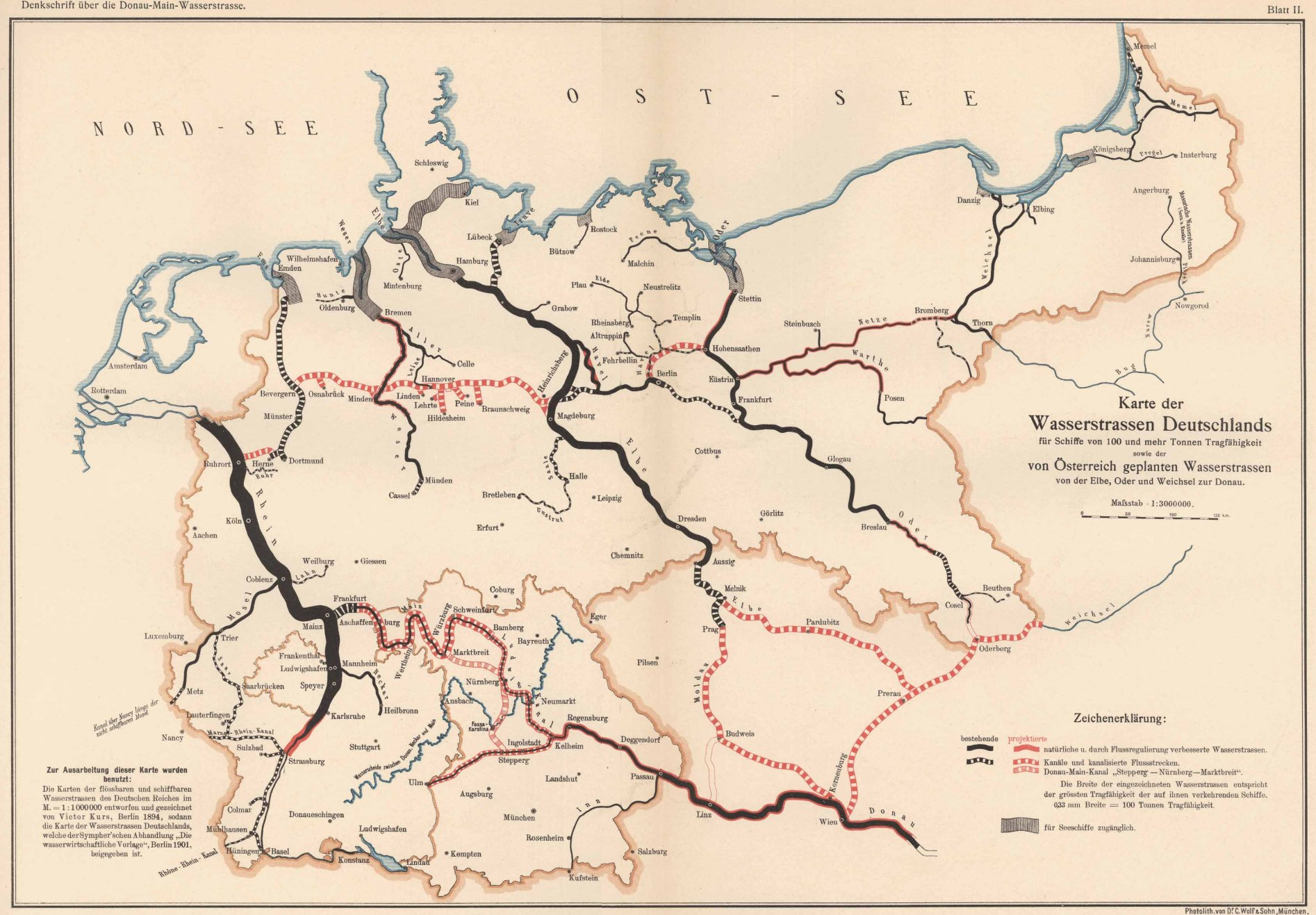
Bestehende und geplante Wasserstraßen in Deutschland, 1903

So wie anfangs die Frankfurter an der Kanalisierung des Mains bis zu ihrer Stadt interessiert waren, zeigte nun der bayerische Staat größtes Interesse an der Mainkanalisierung bis Aschaffenburg. Alle Güter, insbesondere die zum Betrieb der Bayerischen Staatseisenbahnen erforderliche Ruhrkohle, sollten bis dorthin per Schiff transportiert, dort bevorratet, gelagert und verteilt werden können. Die mainaufwärts tätige staatliche bayerische Kettenschifffahrt wurde dadurch nicht beeinflusst, die Folgen hatte jedoch die Mainzer Gesellschaft Mainkette-AG zu tragen. Das Aufstauen des Flusses führte zu einer größeren Wassertiefe und reduzierte gleichzeitig die Fließgeschwindigkeit. Vor allem mussten die langen Schleppzüge an den Schleusen der Staustufen aufgeteilt und getrennt geschleust werden. Das konnte bis zu fünf Stunden Verzögerung bedeuten, da die Schleppkähne mühsam per Menschenkraft in die Schleuse hinein und auch wieder herausgezogen werden mussten.
Alles das verschob die Rentabilität von der Kettenschifffahrt zu schraubengetriebenen Schiffen. Die Mainkette-AG konnte mit der fortschreitenden Mainkanalisierung bis Aschaffenburg im Jahr 1921 nur noch ihre Schraubenschlepper wirtschaftlich einsetzen und gab den Schleppbetrieb Anfang der 1930er Jahre ganz auf.
Auch für die bayerische Strecke musste die Reichsbahndirektion Nürnberg 1935 feststellen:  „Das Verkehrsaufkommen bei der Kettenschleppschifffahrt auf dem Main ist in der 1. Hälfte dieses Jahres [1935] durch den Wettbewerb der Schraubenboote außerordentlich zurückgegangen, sodaß der Betrieb nahezu zum Erliegen gekommen ist und die Frage der völligen Auflassung des Unternehmens ins Auge gefaßt werden muß.“ Als Grund hierfür wurde angegeben:

„Dabei kommt den Schraubenschleppern zu statten, daß sie in ihrer Anschaffung und im Betriebe trotz der erforderlichen stärkeren Maschinenleistung erheblich billiger sind als die Kettenboote. Ein Motorschraubenschlepper von gleicher Leistung wie die Kettenschleppschiffe erfordert nur die halbe Bedienungsmannschaft (3 statt 6). Der ganze Kapitalaufwand für die Kette und ihre Erneuerung entfällt. Die Schraubenschlepper können ferner die Schleusen rascher und leichter befahren als die Kettenboote, auch die Störungen der Kettenbrüche treten nicht auf. Eine weitere, bei schwachem Verkehr wesentliche wirtschaftliche Überlegenheit liegt darin, daß sie als kleinere Einheiten nicht das Zustandekommen eines großen Schiffszuges abwarten müssen, daher den Verkehr rascher bedienen können und weiter, daß sie die jetzt auftretende neue Verkehrsaufgabe in dem mit viel geringerer Strömung fließenden Wasser auch talwärts schleppen, somit die Fahrt stromabwärts ausnutzen können. […] Außer den Schleppbooten kommen übrigens in jüngster Zeit auch motorisierte Kähne vom Rhein herauf, die also weder Schraubenschlepper noch die Kettenschlepper benötigen.“

Ein weiterer Nachteil der Kettenschleppschiffahrt lag in den Seitwärtsbewegungen der Kette über den Flussgrund hinweg, weil sie jeweils in das Kurveninnere gezogen werden konnte. Damit verschleifte die Kette manchmal auch größere Steinbrocken in die Fahrrinne oder kantete dort bereits liegende Steine auf. Außerdem wurde sie nach jedem Anheben nicht wieder genau dort abgelegt, wo sie vorher lag.
Die Bayerische Kettenschifffahrt wurde im Juli 1936 vollständig eingestellt und die Kette 1938 gehoben. Der Fränkische Kurier beschrieb am 14. Mai 1938 die letzte Fahrt eines Kettenschiffs auf dem Main:

„Die ‚Mainkuh‘ hat in Aschaffenburg ihre letzte Fahrt nach Bamberg angetreten. Die ganze Reise wird ein einziger Abschied sein; denn ihre Kette verlässt nun für immer den Fluss, und überall am Main, nicht nur in den bekannten alten Schifferstädtchen und Schifferdörfern […] sind mit dieser Mainkette und ihren ‚Kettenbooten‘ tausend Erinnerungen verknüpft. Die Mää-, die Maa-, die Meekuh, wie man den Kettenschlepper mainaufwärts mit immer neuem Klang getauft hat, ist jedem Kind am Main bekannt. Heute noch. Morgen aber wird sie der Geschichte der Mainschifffahrt angehören.“

## Der NameMainkuh
Vor gefährlichen Flussstellen hatte der Kettenschleppverband Vorrang vor anderen Schiffen. Diese mussten beidrehen und den Schleppverband durchlassen. Um die anderen Schiffe zu warnen, gaben die Kettenschiffe schon lange vorher ein lautes Pfeifsignal ab. Ein solches Signal ertönte auch, bevor Schiffe an- oder abgekoppelt wurden. Passierte ein Schleppverband den Heimathafen des Kettenschleppers oder eines der Schleppkähne, wurden ebenfalls Signale gegeben. Die Familien der Schiffer wussten so von der Ankunft und konnten über kleine Boote, den sogenannten Nachen, Proviant, Kleidung und Neuigkeiten überbringen. Das Tuten der Kettenschleppschiffe, das sich wie lautes Muhen anhörte, und die laut rasselnden Ketten – wie in einem Kuhstall – führten landläufig zu der Bezeichnung Mainkuh oder je nach Dialekt und Aussprache auch zu unterfränkischem Määkuh, Meekuh, Frankfurter Maakuh oder Meankuh.

## Technische Beschreibung
Die Kettenschlepper hangelten sich entlang einer im Flussbett verlegten Kette, die nur an ihrem Anfang und Ende im Fluss fixiert war. Die steglose Kette bestand aus 118 mm langen und 85 mm breiten eisernen Gliedern mit einer Stärke von 26 Millimetern. Allein durch das Eigengewicht der Kette und das natürliche Verhaken mit dem Flussgrund konnte an dieser eine Zugkraft von etwa 40000 Newton (entsprechen etwa 4000 kg) auftreten. Am Bug und am Heck des Schiffes waren Verlängerungen (Ausleger) angebracht, die seitlich in beide Richtungen geschwenkt werden konnten. Die Kette wurde über den vorderen Ausleger aus dem Flussbett geholt und über Deck entlang der Schiffsachse zum Kettenantrieb in der Mitte des Schiffes geführt. Führungsrollen sorgten für eine exakte Ausrichtung der Kette. Von dort führte die Kette über Deck zum Ausleger am Heck und wieder zurück in den Fluss. Durch die seitliche Beweglichkeit des Auslegers und die beiden sowohl vorne und hinten angebrachten Ruder war es möglich, die Kette auch bei Flussbiegungen wieder in der Flussmitte abzulegen.

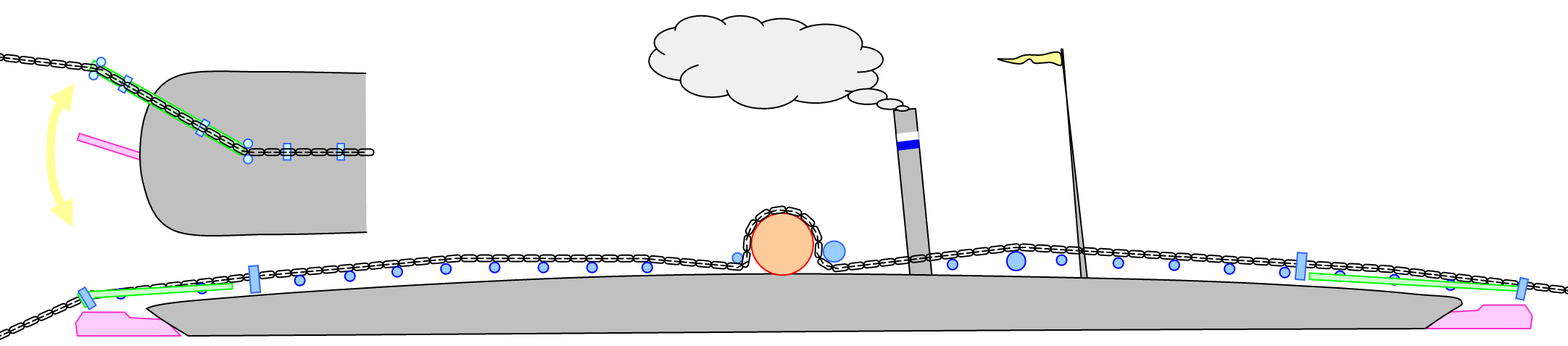
Schematische Darstellung des Kettenverlaufs bei den bayerischen Kettenschiffen: Ausleger (grün), Ruder (violett), Führungsrollen (blau), Antriebsrolle (rot)

Eduard Weiß beschreibt die Schiffe in der Zeitschrift des Vereins Deutscher Ingenieure wie folgt: „Das Aussehen des Schiffes ist insofern eigenartig, als es in der Mitte am höchsten ist und nach den Enden zu stark abfällt, damit der durch das Heben der Schleppkette entstehende Arbeitsverlust möglichst gering wird.“ Diese Form ist typisch für alle Kettenschiffe und war optimiert für geringe Wassertiefen. Je größer die Wassertiefe ist, umso geringer ist der Wirkungsgrad, da immer mehr Energie aufgewendet werden muss, um die Kette vom Flussbett heraufzuholen.

3D-Rekonstruktionen des bayerischen Kettenschleppschiffs K.B.K.S. No. V
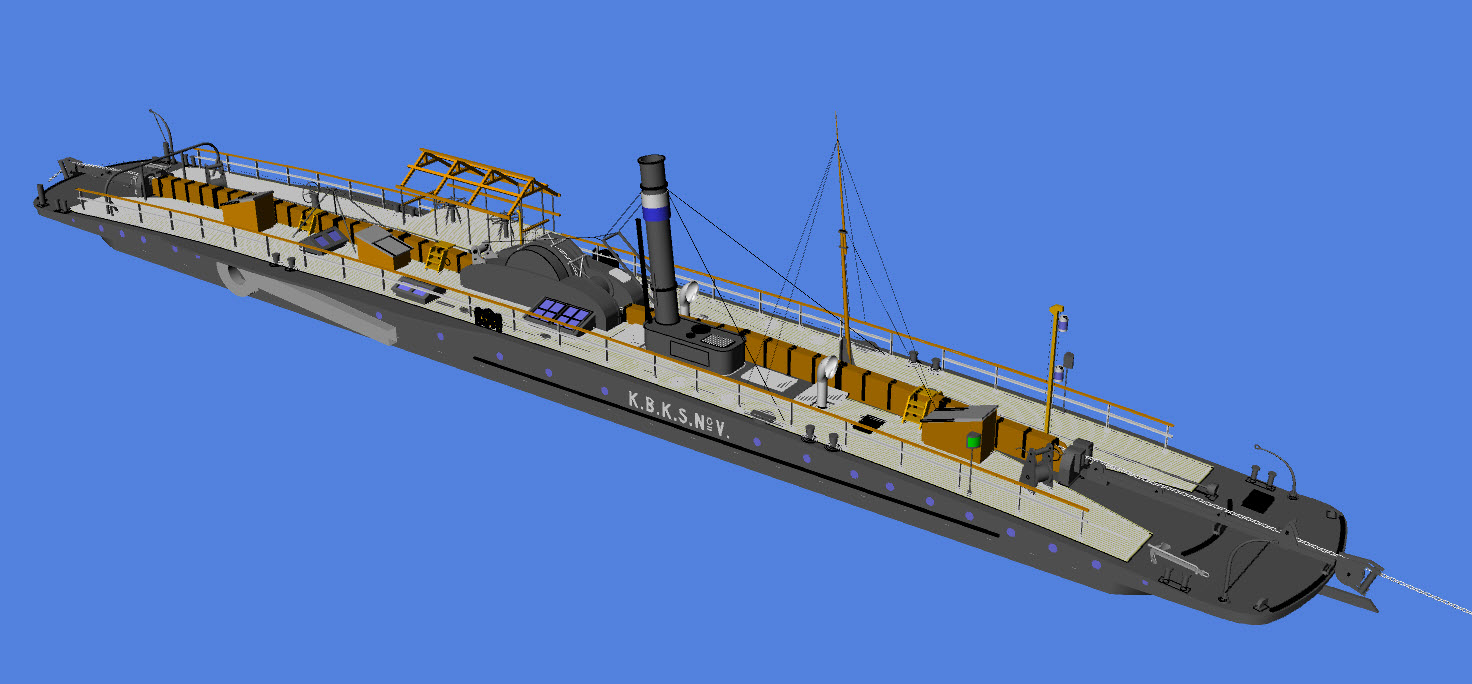
Gesamtansicht
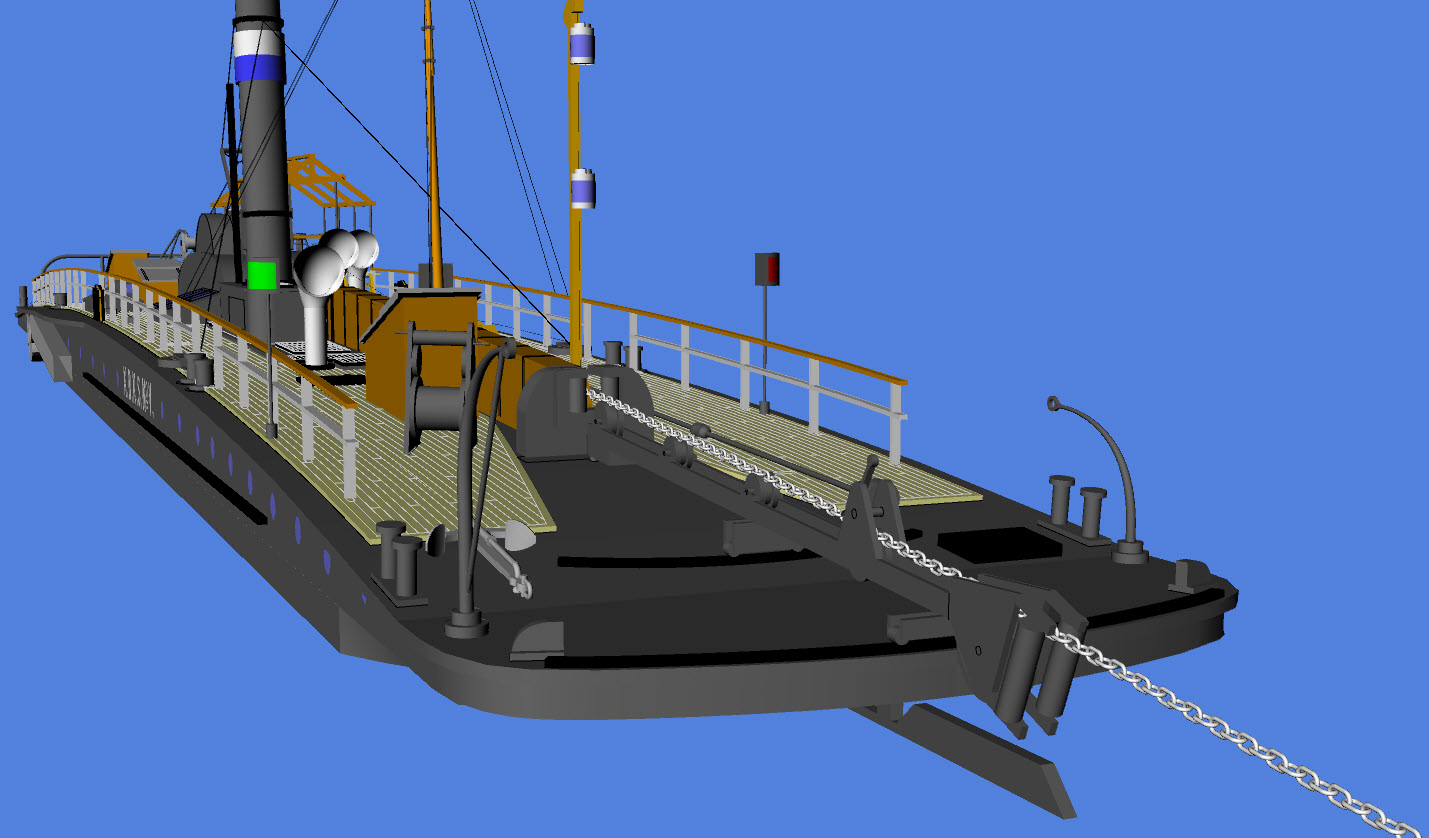
Bugansicht mit Ausleger
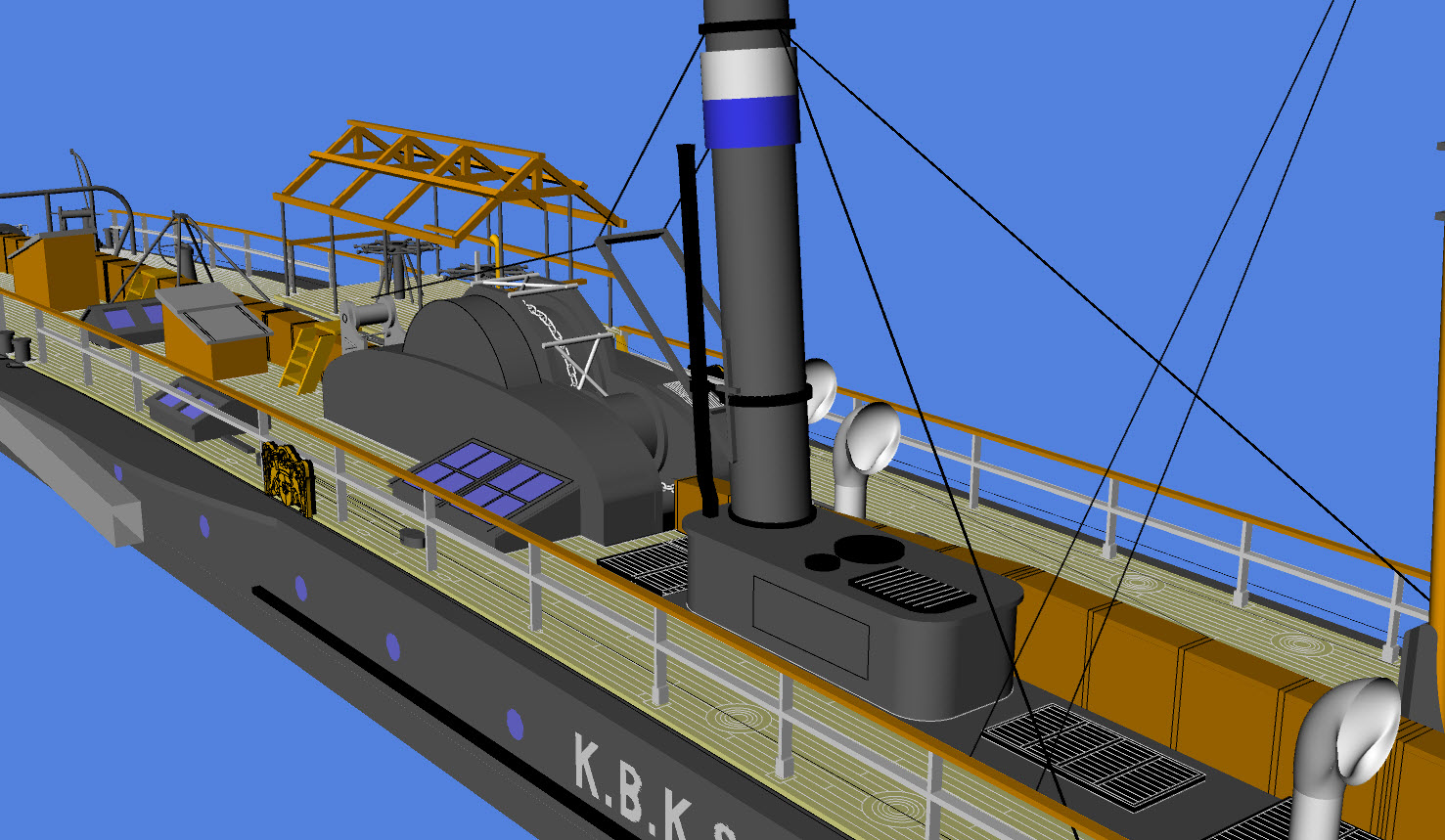
Ansicht Mittelschiff
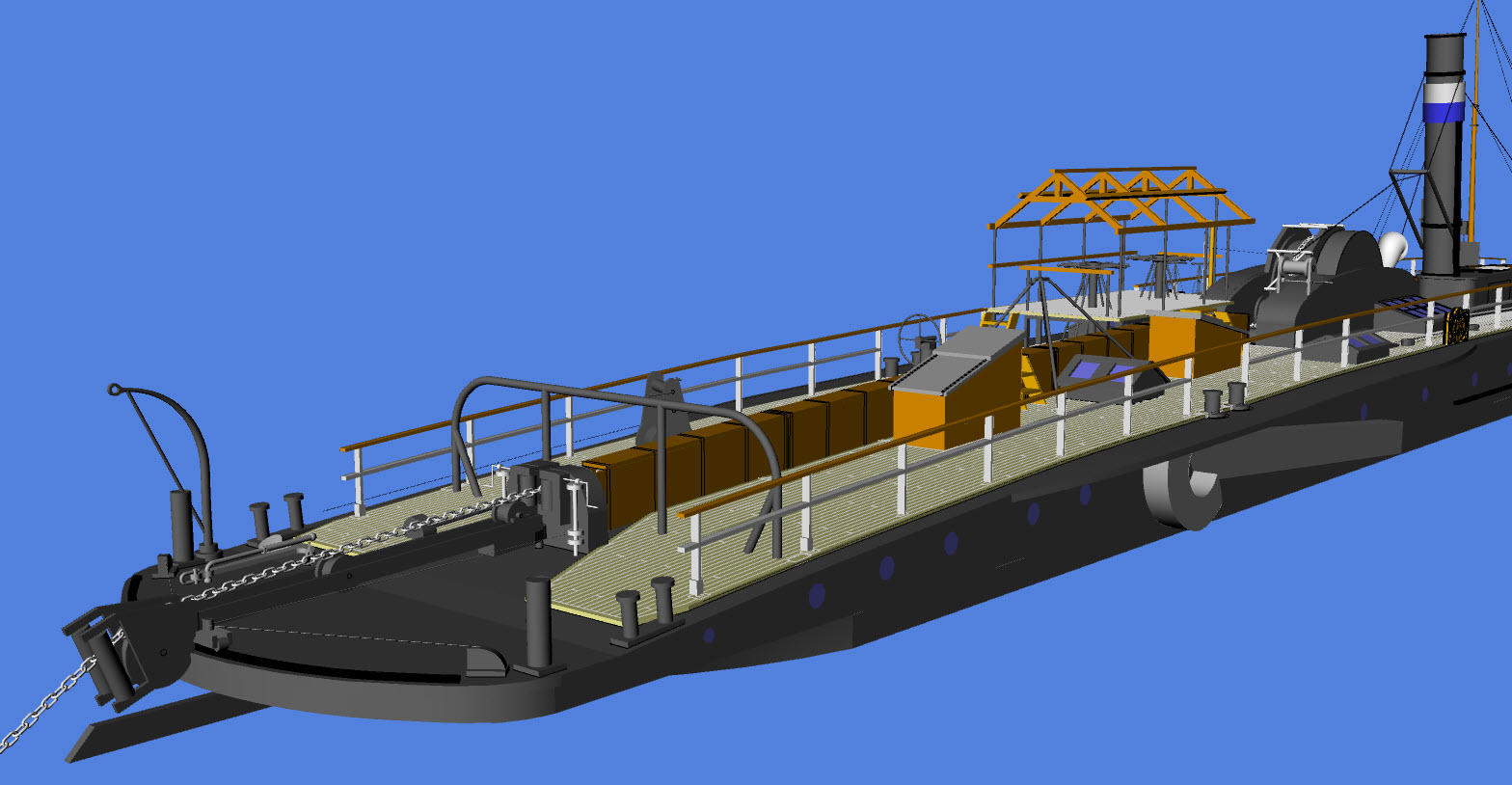
Heckansicht mit Ausleger

Die Kette hielt etwa 10 bis 15 Jahre. Aufgrund der Schleifwirkung des Sandes zwischen den Kettengliedern kam es dann vermehrt zu Kettenbrüchen. Um das Auffischen der Kette vom Grund mit Hilfe von Suchankern zu vermeiden, waren an den Auslegern der Schiffe Fangeinrichtungen in Form von Sperrhaken eingebaut, die ein Ablaufen der Kette nach einem Kettenbruch oder während der Reparatur der Kette verhinderten.

### Die hessischen Kettenschiffe

Kettenschiff Mainkette No. I bei Mainz um 1900

Die drei hessischen Schiffe mit der Bezeichnung Mainkette I-III hatten eine Länge über Deck von 49,80 m, sowie eine Breite an der Wasserlinie von 7,05 m. Sie hatten außer dem Kettenantrieb in Form eines Trommelwindwerks keinen weiteren unabhängigen Antrieb. Bei der Fahrt zu Berg und zu Tal waren diese Schiffe folglich auf die Kette angewiesen. Schiffe, die sich begegneten, mussten mit einem komplizierten Manöver aneinander vorbeifahren. Zuerst musste die Kette an Schäkeln („Kettenschlösser“ genannt) geöffnet werden, die sich im Abstand von 400 Metern in der Kette befanden. Mit Hilfe von Hilfskette und Seil musste das talwärts fahrende Schiff aus der Kette gehen und ankern. Nachdem das gegen die Strömung fahrende Schiff passiert war, konnte das talwärts fahrende Schiff mit einem Zeitverlust von etwa 45 Minuten wieder in die Kette gehen.
Der Tiefgang mit 20 Tonnen Kohlen an Bord betrug 0,60 Meter. Die Schiffe wurden von einer Dampfmaschine mit 88 kW (120 PS) angetrieben. Typisch für diesen Schiffstyp waren zwei nebeneinander angeordnete Kamine. Das war darauf zurückzuführen, dass das Schiff zwei Kessel mit je einem Feuer besaß. Der Kohlenverbrauch pro Stunde betrug 3 Zentner (150 kg).

### Die bayerischen Kettenschiffe
Die bayerischen Kettenschleppschiffe mit den Bezeichnungen K.B.K.S. No.I-V wurden in Übigau gebaut und waren mit 50 Meter über Deck (entsprechend 46,80 m an der Wasserlinie) geringfügig länger als die Schiffe der Mainkette-AG. Dafür war jedoch die Breite an der Wasserlinie mit 6,40 Meter (Breite über Deck 7,40 m) geringer. Bei einem Tiefgang von nur 0,56 Metern hatten sie eine Wasserverdrängung von 147 Kubikmeter, was ihrem Gewicht in Tonnen entspricht. Mit einer Antriebsleistung von 95 kW (130 PS), die eine Dampfmaschine lieferte, konnte sie bis zu 12 Lastkähne ziehen.
Die bayerischen Kettenschleppschiffe mit den Bezeichnungen K.B.K.S. No.VI-VIII waren an der Wasserlinie mit 48,00 Meter etwas länger als die Vorgängerversion. Die Breite an der Wasserlinie war mit 6,40 Metern jedoch unverändert geblieben. Die Antriebsleistung der Dampfmaschine betrug bei diesen Schiffen 80 kW (110 PS). Bis 1924 wurde für die Kraftübertragung ein Kettengreifrad nach Bellingrath verwendet. Danach wurde ein 2-rädriges Kettenrad benutzt, um das die Kette geschlungen wurde.
Eine Besonderheit der bayerischen Schiffe waren zwei Wasserturbinen nach Gustav Anton Zeuner, Vorläufer des heutigen Wasserstrahlantriebs, mit denen das Schiff gelenkt werden konnte und ohne Kette mit einer Geschwindigkeit von rund 14 Kilometern pro Stunde zu Tal fuhr. Der zusätzliche Antrieb ermöglichte aber auch Richtungskorrekturen während der Fahrt an der Kette und erleichterte Wendemanöver.
Die bayerischen Kettenschiffe besaßen nur einen Kamin. Dieser war bei Bedarf abklappbar. Der Rumpf bestand aus sieben, durch sechs wasserdichte Schottwände getrennte Abteilungen. Die Besatzung bestand aus dem Kapitän, einem Steuermann, zwei Matrosen, einem Maschinisten und zwei Heizern. Im Unterdeck befanden sich die Kojen und Kabinen. Die Steuerplattform war mit einer Tuchabdeckung umkleidet und ein Sonnen-/Regensegel war darüber gespannt. Später wurde der Steuerstand zu einem Steuerhaus umgebaut.

## Schiffsmodelle

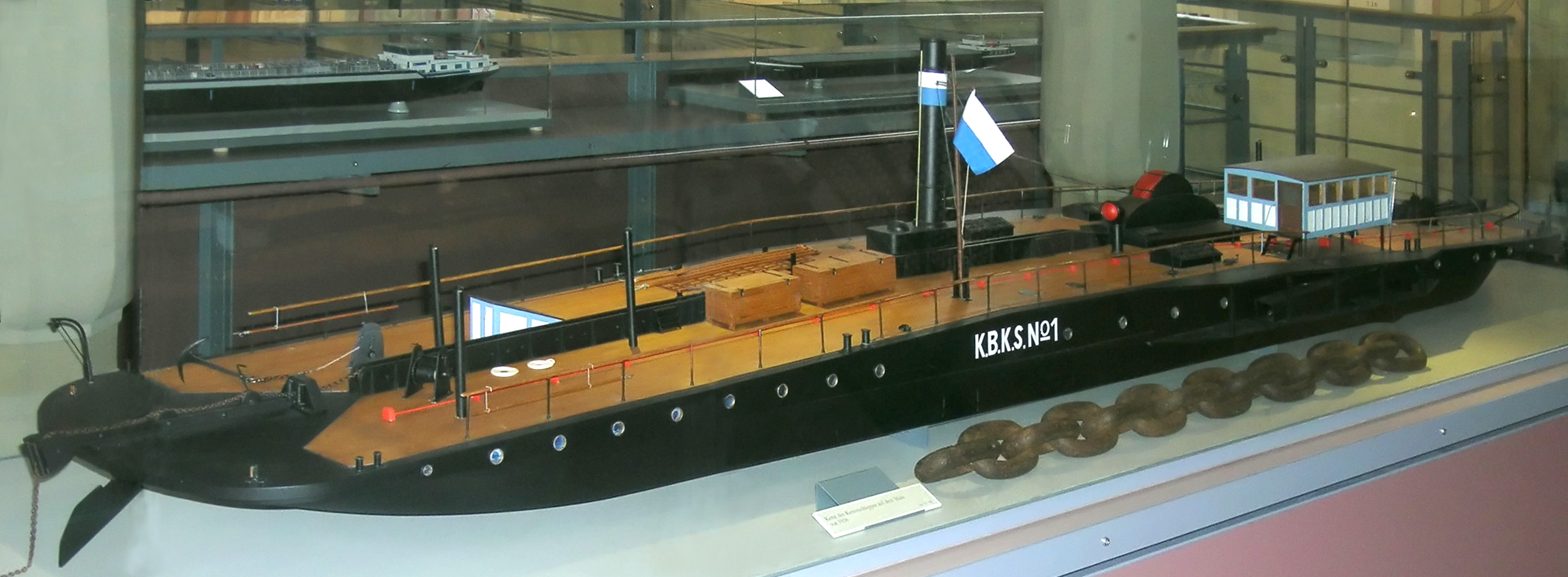
Kettenschleppschiff mit Teil der Originalkette im Schiffahrtsmuseum Wörth

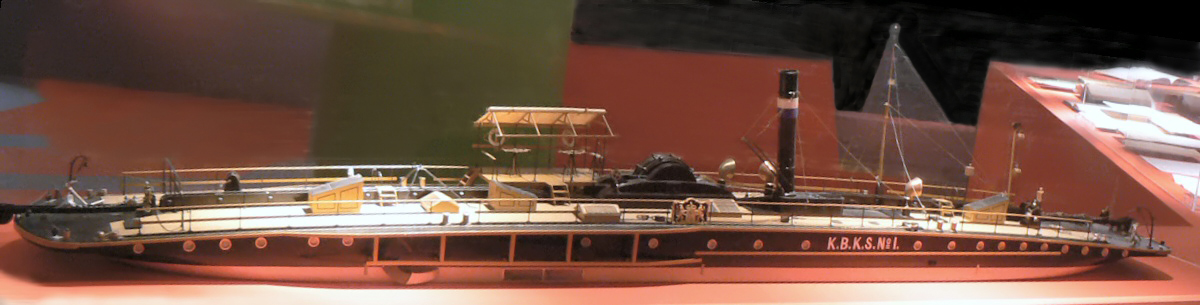
Kettenschiff K.B.K.S. No.I im Verkehrsmuseum Nürnberg

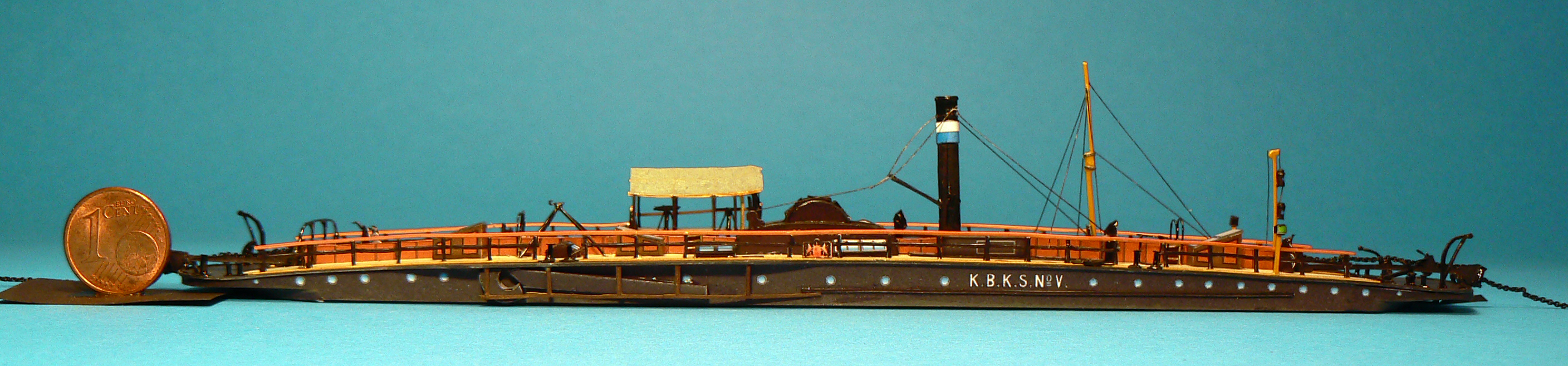
Kartonmodell des Kettenschiffs K.B.K.S. No.V

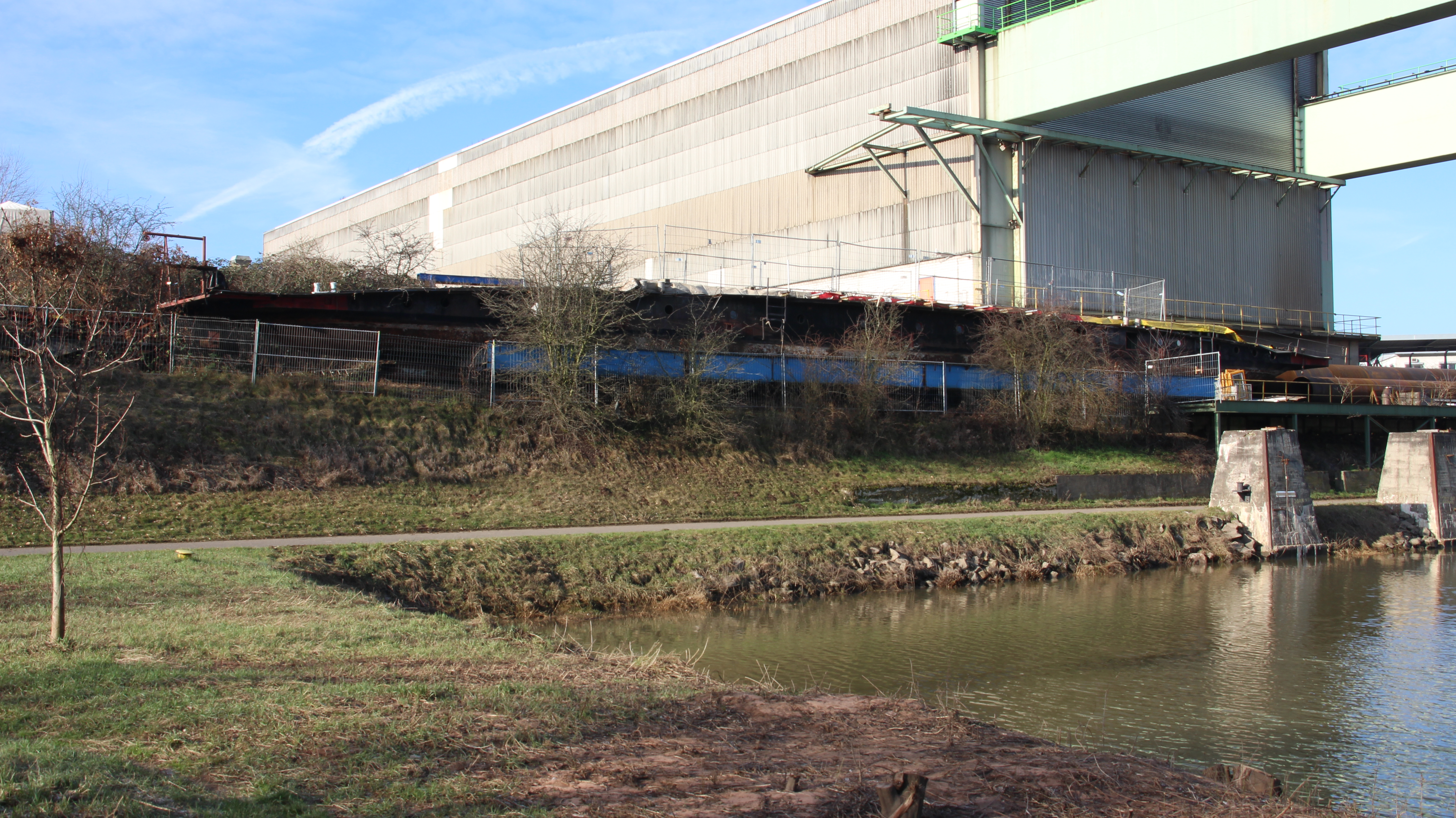
Rumpf des letzten erhaltenen Main-Kettenschiffs in Aschaffenburg

Ein Modell eines Kettenschleppschiffes ist zusammen mit einem Stück der Originalkette im Schifffahrts- und Schiffbaumuseum Wörth am Main ausgestellt. Zusätzlich ist dort eine im Maßstab 1:5 nachgebaute Doppelwinde zu sehen, die auf Knopfdruck die Kette aufwickelt und abspult. Ein zweites Modell eines Kettenschleppschiffes steht im Sitzungszimmer des Wörther Rathauses und wird bei Bedarf an andere Museen und Ausstellungen verliehen.
Das im Heimatmuseum von Elsenfeld ausgestellte Modell eines Kettenschleppschiffes erlaubt die Bewegung der Kette am Modell. Außerdem ist dort eine Original-Schiffsglocke des Königlich Bayerischen Kettendampfschiffs Nr. 4 und ein Stück der Originalkette zu sehen. Das Museum ist nur wenige Tage im Jahr geöffnet.
Auch das Museum Stadt Miltenberg und das Schlossmuseum Aschaffenburg verfügen über ein Modell eines Kettenschiffes. In Aschaffenburg ist außerdem auch ein Stück der Originalkette zu sehen.
Ein weiteres Modell (Werftmodell des K.B.K.S. No. I im Maßstab 1:25) ist im Besitz des DB-Museums in Nürnberg. Dieses wurde hier jedoch nur selten ausgestellt. Seit April 2010 ist das Modell als Dauerleihgabe im Zunftsaal des Aschaffenburger Schlosses zu sehen.
Außerdem gibt es das Kettenschiff K.B.K.S. No. V als Kartonmodell im Maßstab 1:250.

## Die letzten Kettenschiffe Deutschlands
Der letzte Überrest eines Kettenschiffs vom Main war bis März 2009 im ehemaligen Floßhafen von Aschaffenburg zu sehen. Die Määkuh diente bis Anfang des neuen Jahrtausends als Restaurant und Bootsanleger. Sie war wegen ihrer Aufbauten kaum noch als Kettenschiff zu erkennen. Danach lag sie in der Werft zu Erlenbach am Main und liegt nun seit Oktober 2009 am SMA-Hafen auf dem linken Mainufer bei Main-km 91 in Aschaffenburg (s. Abb.). Sie ist ausgeschlachtet und nicht mehr schwimmfähig. Die Vereine „Technikdenkmal Määkuh“ und „AbaKuZ e. V.“ kämpften im Herbst 2009 um die Rettung vor Verschrottung, um sie später im Originalzustand wieder aufzubauen. 2010 wurde das Schiff verkauft. Der Schiffsrumpf (max. ca. 1,80 m lichte Höhe) sollte künftig direkt unterhalb des Schlosses als Café oder auch als Ausstellungsraum dienen. 2015 wurden die Pläne jedoch vom Stadtrat abgelehnt. 2021 war die Zukunft des Schiffes noch immer ungeklärt. Aufgrund seiner Abmessungen gehört das Schiff zur Baureihe K.B.K.S. No. I bis V. Wegen seiner geschichtlichen Bedeutung und außerordentlichen Seltenheit wurde es als bewegliches Baudenkmal in Teil A – Baudenkmale – Heft 71 der Denkmalliste – Stadt Aschaffenburg aufgenommen.
Das letzte Kettenschiff, welches noch als solches zu erkennen ist, ist die „Gustav Zeuner“, die auf der Elbe eingesetzt war und in Magdeburg als Museumsschiff an Land liegt.